# Білоцерківці (Ніжинський район)
Білоцеркі́вці — село в Україні, у Новобасанській сільській громаді Ніжинського району Чернігівській області.
Відстань від Бобровиці автомобільними шляхами — 28 км, до залізничної станції — 31 км, до обласного центру — 133 км. Село розташоване за 5 км від автомобільної дороги Київ—Суми.

## Історія
Перша письмова згаданка про Білоцерківці записана в Реєстр козаків низових запорізьких річкових, які ходили на військову службу з його милістю королем до Москви. Реєстр складений під час видачі сукна і грошей останньої чверті року служби. Привіз і виплатив пан Себастіан Недзвідський, слуга милості пана Станіслава Дроєвського, каштеляна перемиського, шафара земель руських, року нинішнього 1581, місяця марця, дня 30. Книга військова 67 Ян Оришовський, поручник козаків низових запорозьких. В Реєстрі під командою 18-го отамана Олекси Орла значиться козак Ганжа з Білоцерківець. 
Село згадується в документах першої половини XVII ст. Як гадають, свою назву отримало від білокам'яної церкви, яка була споруджена на чільному місці села на початку XVII ст.
Населений пункт Białocerkowce на річці Supoi позначено на «Спеціальному та докладному плані України...» де Боплана (1650) та на пізніших мапах.
Згідно з "Генеральним слідством про маєтності Переяславського полку" (1729-1730) село Бѣлоцерковка, а також Быковъ із іншими присілками, «населив» (і володів ними) переяславський полковник Леонтій Полуботок. Потім селами володіли наступні переяславські полковники. У Івана Мировича Биківську волость забрав гетьман Іван Мазепа, але «по змѣнѣ» Мазепи нею володів полковник Томара, а по його смерті — гетьман Іван Скоропадський..
За часів Гетьманщини село належало до Басанської сотні Переяславського полку, а після ліквідації козацької автономії опинилося в Новобиківській волості Козелецького повіту Чернігівської губернії.
1859 року Бѣлоцерковка (Бѣлоцерковище) — деревня (тобто село без свого храму) казачья и владѣльческая при р. Супоѣ. Населення становило 1019 людей на 195 дворів, серед них — 474 чоловіка та 545 жінок.
За переписом 1897 року в селі Бѣлоцерковцы мешкало 1306 осіб, серед них — 657 чоловіків та 649 жінок. Православними себе назвали 1294.
За даними податкових списків 1923 року село Белоцерковка (вже з храмом) мала 379 господарств, у яких мешкали 1724 особи. Село належало до Новобасанського району Ніжинської округи Чернігівської губернії. У селі були сільрада та школа, телефону не було.

## Політика

### Парламентські вибори, 2019
На позачергових парламентських виборах 2019 року у селі функціонувала окрема виборча дільниця № 740055, розташована у приміщенні школи.
Результати
- зареєстровано 235 виборців, явка 75,32%, найбільше голосів віддано за «Слугу народу» — 41,62%, за Всеукраїнське об'єднання «Батьківщина» — 19,08%, за Радикальну партію Олега Ляшка — 15,03%[8]. В одномандатному окрузі найбільше голосів отримав Борис Приходько (самовисування) — 34,68%, за Сергія Коровченка (самовисування) — 24,28%, за Дмитра Пахомова (Слуга народу) — 15,61%[9].

## Освіта та спорт
У Білоцерківцях функціонує загальноосвітня школа І-ІІ ступенів акредитації. З 2015 року створено футбольну команду «Супій», яка грає в чемпіонаті району.